# Briec
Briec (nota anche come Briec-de-l'Odet) è un comune francese di 5 438 abitanti situato nel dipartimento del Finistère nella regione della Bretagna.
Il suo territorio è bagnato dal fiume Odet.

## Società

### Evoluzione demografica
Abitanti censiti